# 拉脱维亚共产党

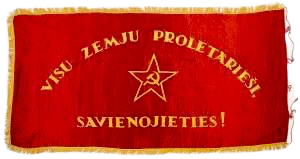
拉脱维亚共产党（布尔什维克）旗帜（1940年）

拉脱维亚共产党（拉脱维亚语：Latvijas Komunistiskā partija）是拉脱维亚的一个已不存在的共产主义政党。
该党成立于1904年6月，当时取名为拉脱维亚社会民主工党。1906年，该党成为俄国社会民主工党的分支，并更名为拉脱维亚边区社会民主党。1919年，该党在拉脱维亚社会主义苏维埃共和国短暂执政，并于该年3月更名为拉脱维亚共产党。同年，该党加入共产国际。
1940年，苏联占领拉脱维亚后，该党成为全联盟共产党（布尔什维克）的拉脱维亚分支，改名为拉脱维亚共产党（布尔什维克），并作为拉脱维亚苏维埃社会主义共和国的执政党。1952年，该党又将名字改为拉脱维亚共产党。
1991年9月10日，在八一九政变失败后，拉脱维亚共产党被拉脱维亚当局取缔。不久，一个名为“拉脱维亚共产主义者联盟”的组织成立，但当局拒绝它的注册申请。1993年，拉脱维亚共产主义者联盟成为共产党联盟—苏联共产党的成员。自此，该组织开始以“拉脱维亚共产党”的名义在地下和“一定条件下”活动。
1994年，继承拉脱维亚共产党的政治遗产的拉脱维亚社会党成立。

## 历任第一书记
- 扬·卡伦别尔津（1940年12月21日—1959年11月25日）
- 阿尔维德·佩尔谢（1959年11月25日—1966年4月15日）
- 奥古斯特·沃斯（1966年4月15日—1984年4月14日）
- 鲍里斯·普戈（1984年4月14日—1988年10月4日）
- 亚尼斯·瓦格里斯（1988年10月4日—1990年4月7日）
- 阿尔弗雷德·鲁比克斯（1990年4月7日—1991年8月23日）